# Abyssmal Sorrow
Abyssmal Sorrow war ein 2006 gegründetes und 2010 aufgelöstes Depressive-Black-Metal- und Funeral-Doom-Projekt.

## Geschichte
Das anonyme australische Projekt Abyssmal Sorrow wurde von 2006 bis 2010 von vermeintlich zwei Personen unterhalten. Informationen zu dem Projekt sind rar.
Die Gruppe veröffentlichte 2007 eine selbst-betitelte Demo über GoatowaRex und 2008 das Album Lament über Deaden Productions. Anschließend löste sich die Gruppe auf. Im Jahr 2014 veröffentlichte Ewiges Eis Records eine Zusammenstellung der Veröffentlichungen. Im Jahr 2021 erschien das einzige Album als Wiederveröffentlichung über GS Productions. Das Album wird als „schmerzhafte“ und „nihilistische Erfahrung“ die an Urgefühle aus Selbsthass und Verzweiflung rührt gerühmt. Bereits frühe Rezensionen priesen das Album und warnten ob seiner emotionalen Wirkung zugleich davor. Es sei eine Platte von „höchstem künstlerischen Wert“ in der Konzentration auf Depression und Hass sowie ein Album das als ein „Meilenstein des Funeral Doom“ gelten sollte. Die Band gilt gemeinsam mit Funeral Mourning und Nortt als Teil eines „Despair’s Triumvirate“ und als eine der essentiellen Gruppen des Crossovers aus Depressive Black Metal und Funeral Doom. Entsprechend zählt sie für Interpreten des Stils wie Carma zu den relevanten Inspirationen.

## Stil
Die von Abyssmal Sorrow gespielte Musik wird als „trüber und von Hall durchtränkt niedergeschlagener Blackened Funeral Doom“ sowie als „Funeral Doom und Black Metal“ beschrieben.
Musikalische Virtuosität sei der Musik nicht zu entnehmen. Instrumentierung und Gesang werden als „zweifellos vereinfachte und sich wiederholende Muster, die bis ins kleinste Detail bewusst organisiert und gepflegt wurden“ beschrieben. Anstelle von Virtuosität ergehe sich Abyssmal Sorrow in einer atmosphärisch-emotionalen „Vergiftung“ die einen anhaltenden „Kampf zwischen Feierlichkeit und Verzweiflung“ darbringe. Die Stilelemente seien hierbei simpel. Das Gitarrenspiel sei mit viel Nachhall versehen und wird als leise und sphärisch wahrgenommen. Als langsame für den Funeral Doom typische „Prozession“ wird der Rhythmus tituliert. Der in den Hintergrund gemischte und als „zutiefst traurig“ kategorisierte Gesang variiert zwischen gemäßigten Growling und Schreien, die als Ausdruck einer „ungezügelten Angst“ und einem „Flehen mit aller Kraft“ bewertet werden.

## Diskografie
- 2007: Abyssmal Sorrow (Demo, GoatowaRex)
- 2008: Lament (Album, Deaden Productions; 2021, GS Productions)
- 2014: Abyssmal Sorrow (Kompilation, Ewiges Eis Records)